# حسن أباد درمني (بيش كوه زلاغي)
حسن أباد درمني (بالفارسية: حسن‌آباد درمنی) هي قرية تقع في إيران في قسم بیش کوه زلاغي الریفي. يقدر عدد سكانها بـ 53 نسمة .